# Saint-Luc (Zwitserland)
Saint-Luc is een bergdorp in het district Sierre in het Zwitserse kanton Wallis.

 Tot eind 2008 was het een zelfstandige gemeente maar fuseerde op 1 januari 2009 met de naburige gemeenten Ayer, Chandolin, Grimentz, Saint-Jean en Vissoie tot de vorming van de gemeente Anniviers.
Saint-Luc is een skidorp in de Val d'Anniviers .

## Bezienswaardigheden
- Op een bergflank bevindt zich het François-Xavier Bagnoud-sterrenobservatorium op 2100 m hoogte. Op de weg erheen wordt het zonnestelsel met de negen planeten voorgesteld.
- Er zijn ook 18de-eeuwse watermolens te zien.

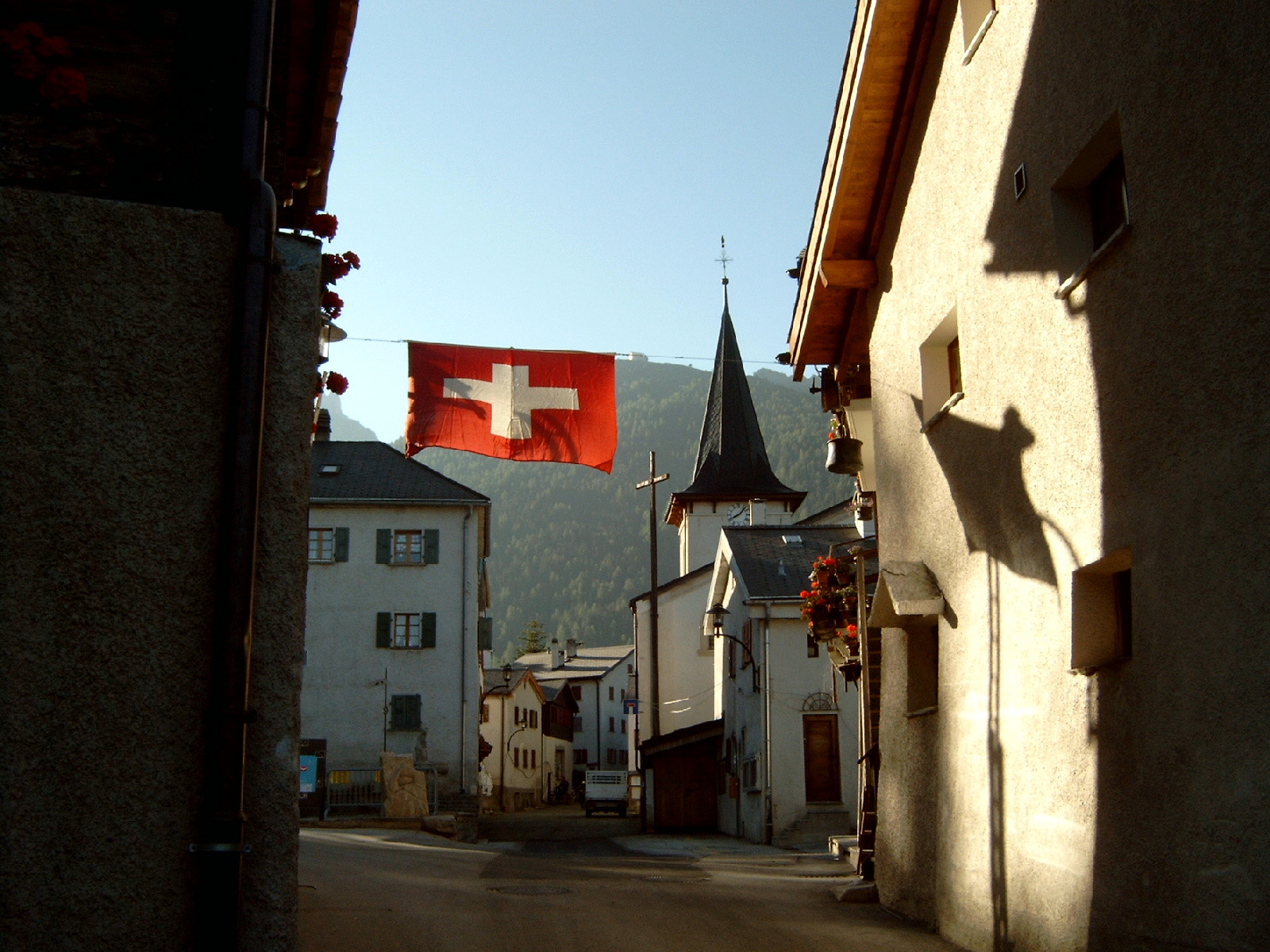
Het centrum van Saint-Luc in de zomer

## Geschiedenis
Saint-Luc wordt voor het eerst vernoemd in 1267 als Lus. In 1304 werd het genoemd als Luc, wat de officiële naam was tot 1904. De naam Saint-Luc verschijnt eerst rond 1850.
Op 13 maart 2012 deed zich in een tunnel in het naburige Sierre een tragisch busongeval voor, waarbij 22 kinderen en 6 volwassenen om het leven kwamen. Deze Belgische schoolgroepen waren net op weg naar huis, na een winterverblijf te Saint-Luc.

## Wapenschild
Het blazoen van het dorpswapen is een azuurblauw schild, gedrapeerd met een lint waarop drie groene pijnbomen op een rij en een passerende zilverwitte os.

## Demografie
December 2008 telde Saint-Luc een bevolking van 312 inwoners. [4]
Het grootste deel van de bevolking (jaar 2000) spreekt Frans (265 of 83,1%) als eerste taal, Duits is de tweede meest voorkomende (22 of 6,9%) en Portugees is de derde (16 of 5,0%). Er zijn 8 mensen die Italiaans spreken. [5]
Van de bevolking in het dorp zijn er 110 (of ongeveer 34,5%) geboren in Saint-Luc en woonde daar in 2000. Er waren 87 inwoners (of 27,3%) die geboren zijn in hetzelfde kanton, terwijl er 53 (of 16,6%) ergens anders in Zwitserland geboren zijn, en 66 (of 20,7%) zijn geboren buiten Zwitserland. [5]
Met ingang van 2000, waren er 135 ongehuwde mensen in het dorp. Er waren 154 getrouwde personen, 16 weduwen of weduwnaars en 14 personen die gescheiden zijn. [5]
Er waren 32 huishoudens die uit slechts een persoon bestonden en 11 huishoudens met vijf of meer personen. In 2000 werden in totaal 120 appartementen (11,8% van het totaal) permanent bewoond, terwijl 845 appartementen (82,8%) enkel een seizoensbezetting kenden en 55 appartementen (5,4%) waren leeg. [6]
De historische populatie wordt gegeven in de volgende tabel: [2] [7]

## Politiek
In de federale verkiezing van 2007 was de meest populaire partij de CVP die 36,88% van de stemmen kreeg. De volgende drie meest populaire partijen waren de SP (22,57%), de SVP (12,86%) en de Groene Partij (9,97%). In de federale verkiezingen, werden in totaal 176 stemmen uitgebracht wat een opkomst was van 63,8%. [8]

## Economie
Er waren 165 inwoners van het dorp die gerekend kunnen worden bij de actief-werkende bevolking, waarvan vrouwen 42,4% van uitmaakten. In 2008 bedroeg het totaal aantal fulltime equivalent banen 167. Het aantal banen in de primaire sector was 14, waarvan 3 in de landbouw en 11 in de bosbouw of houtproductie. Het aantal banen in de secundaire sector was 14, waarvan 13 of (92,9%) in de productie en 1 in de bouw. Het aantal banen in de tertiaire sector was 139. De tertiaire sector telde 14 (of 10,1%) banen in de verkoop of reparatie van motorvoertuigen, 17 (of 12,2%) in de goederentransport en -opslag, 67 (of 48,2%) in de horeca en 6 (of 4,3%) waren in het onderwijs [9].
In 2000 waren er 37 werknemers die hun beroepsbezigheid kwamen uitvoeren in het dorp tegenover 72 werknemers die juist buiten het dorp hun beroep uitoefenen. Het dorp hoort alzo bij de plaatsen die genoteerd staan als netto-exporteur van werknemers, met ongeveer 1,9 uitwerkende werknemers tegenover 1 die inkomend werkt. [10]

## Religie
Gebaseerd op de telling van 2000 was 84,3% (269) rooms-katholiek, terwijl 7,8% (25) behoorde tot de Zwitserse gereformeerde kerk. Van de rest van de bevolking, was er één persoon die behoort tot een andere christelijke kerk. 6,58% van de bevolking (21)) behoorde tot geen kerk, zijn agnostisch of atheïstisch, en 0,94% van de bevolking (3 personen) gaf geen antwoord op de vraag. [5]

## Onderwijs
In Saint-Luc hebben 120 of (37,6%) van de bevolking niet-verplicht hoger middelbaar onderwijs gevolgd (en afgerond), en 47 of (14,7%) hebben aanvullend hoger onderwijs (hetzij universiteit of een Fachhochschule) gevolgd en afgerond. Van de 47 die tertiair onderwijs afrondden was 48,9% Zwitserse mannen, 31,9% Zwitserse vrouwen en 14,9% niet-Zwitserse mannen. [5]
Met ingang van 2000, waren er 67 studenten van Saint-Luc die scholen buiten het dorp bezochten. [10]